# إلقاء منغم

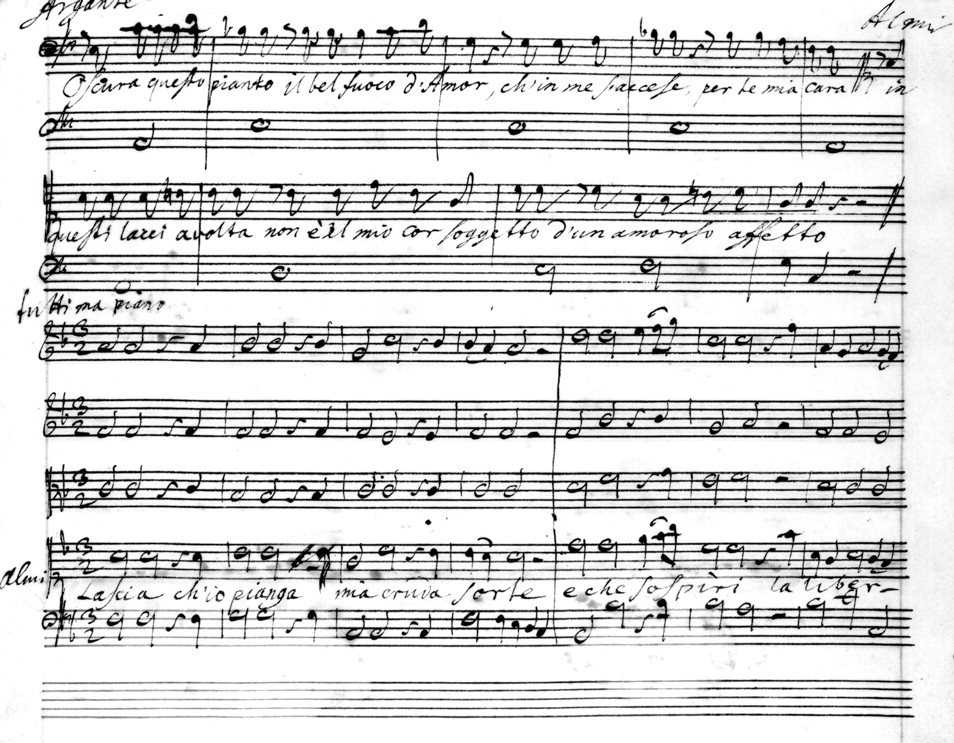
النوتات الموسيقية

الإلقاء المُنغَّم أو اللحن الإلقائي هو حديث منغم موسيقيا أو إلقاء ملحن. عامة مؤلفي الأوبرا يوظفون اللحن الإلقائي لرواية حبكة الأوبرا. اللحن الإلقائي يعكس الإيقاعات الطبيعية للحديث اليومي ولذلك ليس له وزن واضح أو إيقاع - في أوبرا الباروك كان اللحن الإلقائي يصحبه الباص المستمر. هذا اللحن الإلقائي الذي له مصاحبة آلية بسيط أو الجاف. كان اللحن الإلقائي لاحقا في القرن التاسع عشر بمصاحبة الأوركسترا الكامل يعرف باللحن الإلقائي مع المصاحبة الآلية أصبح القاعدة.

## هوامش
1. ↑  حسين علي محفوظ (1964)، معجم الموسيقى العربية (بالعربية والإنجليزية)، بغداد: وزارة الثقافة والإعلام، ص. 195، OCLC:21502412، QID:Q117200244
2. ↑  The Essential Listening to Music, Craig Wright